# مدیا (پنسیلوانیا)
مدیا (به انگلیسی: Media) یک منطقهٔ مسکونی در ایالات متحده آمریکا است که در شهرستان دلاویر، پنسیلوانیا واقع شده‌است. مدیا ۱٫۹۷ کیلومتر مربع مساحت و ۵٬۳۲۷ نفر جمعیت دارد و ۹۱٫۱۴ متر بالاتر از سطح دریا واقع شده‌است.